# Whiteville
Whiteville település az Amerikai Egyesült Államok Észak-Karolina államában, Columbus megyében, melynek megyeszékhelye is. Lakosainak száma 4766 fő (2020. április 1.).

## Népesség
A település népességének változása:

| 2010 | 5 394 |
| 2020 | 4 766 |